# Епархия Гамильтона (Новая Зеландия)
 Епархия Гамильтона  (лат. Dioecesis Hamiltonensis in Nova Zelandia) — епархия Римско-Католической церкви с центром в городе Гамильтон, Новая Зеландия. Епархия Гамильтона входит в митрополию Веллингтона. Кафедральным собором епархии Гамильтона является собор Пресвятой Девы Марии.

## История
6 марта 1980 года Римский папа Иоанн Павел II выпустил буллу «Venerabiles Praesules», которой учредил епархию Гамильтона, выделив её из епархии Окленда.

## Ординарии епархии
- епископ Edward Russell Gaines (6.03.1980 — 6.09.1994);
- епископ Denis George Browne (19.12.1994 — 22.11.2014);
- епископ Stephen Marmion Lowe (с 22 ноября 2014 года).

## Источник
- Annuario Pontificio, Libreria Editrice Vaticana, Città del Vaticano, 2003, ISBN 88-209-7422-3
- Булла Venerabiles Praesules'